# プレザンス (セーシェル)
プレザンス（英語: Plaisance、フランス語: Plaisance、セーシェル・クレオール語: Plezans）は、セーシェルの地区のひとつ。

## 隣接行政区画
- ロッシュ・カイマン
- レス・マメール
- グラン・アンス・マーヘ
- ベル・エール
- モン・フルリー